# Władysław Dittmer
Władysław Dittmer (ur. 27 stycznia 1888 w Mrzygłódce, zm. 23 stycznia 1974 w Toruniu) – chorąży pilot Wojska Polskiego, kawaler Orderu Virtuti Militari.

## Życiorys
Syn Wilhelma i Jadwigi z Chudzińskich. W Zawierciu ukończył szkołę ludową, w Porębie szkołę mechaniczną i rozpoczął pracę w zakładach maszynowych. W 1910 roku został powołany do służby w armii carskiej. W 1911 roku otrzymał przydział do jednostki lotniczej stacjonującego w Sewastopolu. Następnie został skierowany na kurs mechaników samolotowych do Francji, w trakcie którego ukończył również kurs pilotażu.
Po powrocie do Rosji służył w Awiacyjnej Rocie w Petersburgu. Po wybuchu I wojny światowej walczył w formacjach lotnictwa rosyjskiego. W trakcie jednego z lotów zestrzelił samolot nieprzyjaciela, za co został odznaczony Orderem Świętego Jerzego. 15 stycznia 1915 roku trafił do niemieckiej niewoli. Został uwolniony 3 grudnia 1917 roku.
Wstąpił do odrodzonego Wojska Polskiego. Z racji swojego wyszkolenia lotniczego został skierowany do Wojskowej Szkoły Lotniczej w Warszawie. Następnie został przeniesiony do Oficerskiej Szkoły Obserwatorów Lotniczych w Toruniu, gdzie służył jako instruktor i szef pilotów w Eskadrze Szkolnej.
W sierpniu 1920 roku otrzymał przydział do 4 eskadry wywiadowczej i w jej składzie walczył na froncie wojny polsko-bolszewickiej. 7 października, w załodze z por. obs. Janem Röderem, wykonywał lot wywiadowczy wzdłuż rzeki Uszy. W rejonie Kojdanowa zaatakował i rozproszył oddział piechoty Armii Czerwonej. Podczas bitwy warszawskiej i na Froncie Litewsko-Białoruskim wykonał łącznie ponad 40 lotów bojowych.
Po zakończeniu działań wojennych pozostał w Wojsku Polskim. W 1923 roku został skierowany na kurs zawodowych podoficerów piechoty w Chełmie, po jego ukończeniu otrzymał przydział do Szkoły Obserwatorów i Strzelców Lotniczych w Toruniu. 28 kwietnia 1924 roku został przeniesiony do eskadry treningowej 4 pułku lotniczego. W 1937 roku zakończył służbę wojskową i przeszedł na emeryturę. W czasie służby w 4 pl kilkakrotnie był odkomenderowany do Aeroklubu Łódzkiego na stanowisko szefa pilotażu. Służbę w Wojsku Polskim zakończył w stopniu chorążego.
W trakcie kampanii wrześniowej został zmobilizowany. Pod Sochaczewem dostał się do niewoli niemieckiej, z której zbiegł w październiku 1939 roku. Udało mu się przedostać do Torunia, gdzie został aresztowany przez gestapo i osadzony w Forcie VII Twierdzy Toruń. Przebywał w celi z bł. Stefanem Frelichowskim. Na początku lutego 1940 roku, dzięki pomocy znajomego Niemca Hayera, został zwolniony i wjechał z rodziną do Poręby. Tam pracował w zakładzie produkcji maszyn i urządzeń technicznych.
Po zakończeniu II wojny światowej rozpoczął pracę w fabryce chemicznej "Polchem", gdzie pracował do 1965 roku. W roku 1961 został honorowym członkiem Aeroklubu Pomorskiego, a w 1972 roku przyznano mu odznakę Zasłużonego Działacza Lotnictwa Sportowego. Zmarł 23 stycznia 1974 roku, został pochowany na cmentarzu św. Jerzego.

## Ordery i odznaczenia
Za swą służbę otrzymał odznaczenia:
- Krzyż Srebrny Orderu Wojskowego Virtuti Militari nr 255 – 8 kwietnia 1921[11][12],
- Polowa Odznaka Pilota nr 67,
- odznaka Zasłużonego Działacza Lotnictwa Sportowego,
- Order Świętego Jerzego.